# Gerechtelijk arrondissement Namen
Het gerechtelijk arrondissement Namen (Frans: arrondissement judiciaire de Namur) is een van de vier gerechtelijk arrondissementen in het gerechtelijk gebied Luik. Het valt samen met de grenzen van de provincie Namen. Het gerechtelijk arrondissement Namen heeft twee afdelingen (Namen en Dinant), 8 gerechtelijk kantons en 38 gemeenten. De gerechtelijke kantons zijn Andenne, Ciney, Dinant, Fosses-la-Ville, Gembloers, Namen 1 & 2 en Philippeville.
Het gerechtelijk arrondissement ontstond op 1 april 2014 als gevolg van de gewijzigde gerechtelijke indeling van België en omvat de voormalige gerechtelijke arrondissementen Namen en Dinant.
Het arrondissement is zetel van een van de 12 rechtbanken van eerste aanleg van België. Ook deze rechtbank heeft twee afdelingen, in Namen en Dinant.